# Élections régionales chiliennes de 2021
Les élections régionales chiliennes de 2021 se déroulent le 21 novembre 2021 afin d'élire les membres des conseils des 16 régions du Chili. Des élections présidentielle et parlementaires ont lieu le même jour.
Initialement prévues pour le 25 octobre 2020, les élections sont reportées à plusieurs reprises en raison de la pandémie de Covid-19.